# Rafael Prado
Rafael Prado (Minas de Riotinto, Huelva, España, 11 de junio de 1975) es un músico, compositor, pianista y doctor en Comunicación Audiovisual español. Ha hecho creaciones audiovisuales inspiradas en un punto de vista científico.

## Formación
Madrid, Barcelona y Sevilla serán sus ciudades de estudio musical. En el Conservatorio Superior de Música Manuel Castillo de la capital andaluza obtiene tres licenciaturas en diferentes especialidades musicales:
- Licenciado en Piano.
- Licenciado en Solfeo, Teoría de la música, Transporte y Acompañamiento.
- Licenciado en Composición, Instrumentación, Contrapunto, Armonía y Fuga.
- Doctor en Comunicación Audiovisual por la Facultad de Ciencias de la Información de la Universidad de Sevilla, bajo la dirección del Dr. Manuel Ángel Vázquez Medel.

## Músico por la Paz
La Fundación Cultura de Paz y en su nombre como presidente, D. Federico Mayor Zaragoza, le nombra Músico por la Paz, como reconocimiento a su contribución, a través del lenguaje universal de la música, a la construcción y consolidación de una Cultura de Paz y no-violencia en todo el mundo.[cita requerida]

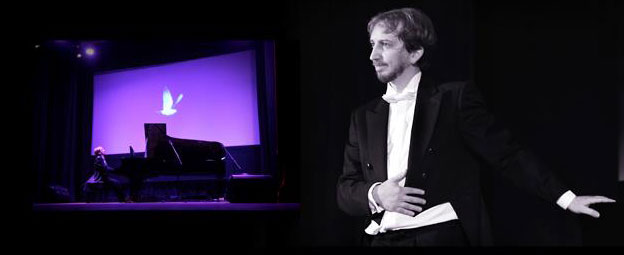
Rafael Prado, músico por la Paz nombrado por Federico Mayor Zaragoza.

Desde 2011 colabora con la Fundación Valores, unida a la Iniciativa de la Carta de la Tierra. La composición Danza del Alma; el movimiento del mundo se convierte en bandera sonora de la fundación que defiende los principios fundamentales para la construcción de una sociedad global en el siglo XXI que sea justa, sostenible y pacífica.[cita requerida]

## Pianista
A los seis años se traslada a Nerva (Huelva) y comienza su formación musical con Julia Hierro. Posteriormente su pianismo ha estado dirigido por Carlos Calamita, Ramón Coll, y Joaquín Achucarro. Su actividad concertística comenzó a temprana edad interpretando programas de obras compuestas para instrumento de tecla en el Barroco, Clasicismo, Romanticismo y el siglo XX de compositores como Bach, Mozart, Beethoven, Frederic Chopin, Claude Debussy, Alexander Scriabin, Sergei Rajmáninov, Enrique Granados, Joaquín Turina, Isaac Albéniz, Manuel de Falla, Cesar Franck, Ligeti o Prokófiev.

### Conciertos interdisciplinares y audiovisuales

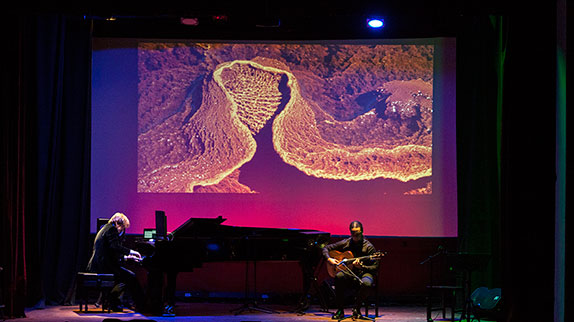
Rafael Prado Actuación en Gala Homenaje Selección Española de Fútbol 83

Pianista con nueva visión de concierto, evoluciona a través de los años desde la idea de concierto clásico a una nueva visión del espectáculo sonoro visual. Es pionero en la realización de espectáculos interdisciplinares. Los primeros años del siglo XXI comienza a producir, dirigir e interpretar junto con otros músicos, pintores, escultores y poetas, Conciertos Artísticos Interdisciplinares, donde la fusión de las artes en el escenario crea un concepto artístico sublime. Del mismo modo produce conciertos audiovisuales pautados gracias a la aplicación de las nuevas tecnologías.

## Compositor
Compositor de la escuela sevillana de Manuel Castillo, recibiendo su formación en Composición, Instrumentación, Armonía, Contrapunto, y Fuga, de los compositores Ignacio Marín, Antonio Flores y José Burgos, obteniendo las máximas calificaciones y Premio Extraordinario de Armonía.

### Primeras creaciones
Con ocho años escribe su primera obra, Juegos. A partir de ahí compone obras agrupadas por cuadernos y géneros: para piano, sinfónicas, música de cámara, electroacústicas o para el mundo de la comunicación.
Su primer estreno fue en 1992, con la obra Improvisaciones sobre el río Tinto. Otras obras de inicio son Danzas sobre el río Odiel, Reflejos en el Aire o Alborada en el Rocío.

### Compositor audiovisual
En 2002 compone e interpreta la música para los documentales de televisión, Tierra Brava, con guion de Joaquín Jesús Gordillo y para el documental de la ''Promoción Internacional del Aceite de Oliva Andaluz para la Consejería de Agricultura y Pesca de la Junta de Andalucía, con guion y realización de Ezequiel Martín. 
En 2005 compone la música para las campeonas de España juvenil de natación sincronizada para su participación en el campeonato del mundo. 
Crea música para ilustrar los contenidos del Website de la película El corazón de la tierra de Antonio Cuadri. En el año 2008 crea la música sinfónica original para el documental Cómo comenzar el camino; un paseo por la Cuenca Minera. En 2010, escribe las bandas sonoras para Peor Imposible y He vuelto. En 2013 compone la banda sonora para Una vez érase.  En 2015 compone la banda sonora para el documental El río de la memoria. En 2019 compone la banda sonora original para el documental En la ruina. Desde el año 2003 escribe sintonías y spots publicitarios para televisión, radio y websites. 

### SuiteGenios de Andalucía
Desde el 2000 hasta el 2007 crea la suite Genios de Andalucía el retrato sonoro, obra musical y espectáculo audiovisual, compuesta e inspirada en la vida y obra de nueve genios nacidos en Andalucía; Federico García Lorca, Juan Ramón Jiménez,  Daniel Vázquez Díaz, Pablo Picasso, Manuel de Falla, Rafael Alberti, Francisco Ayala,  Manuel Castillo y Cobos Wilkins. Obra literaria y musical que muestra la riqueza humanística de Andalucía.
En el año 2000 compone la obra Vázquez Díaz; per áspera ad astra para su estreno en el concierto conmemorativo de la inauguración de los bocetos de los frescos de la rábida en el Museo Vázquez Díaz de Nerva.
En 2002 estrena Manuel Castillo: Despertar en Sevilla en el Concierto por la Paz Mundial dentro de los actos Escuela Cultura de Paz en Sevilla.  En 2003 la Fundación Francisco Ayala le encarga una obra sobre el escritor para su estreno en Granada, en un Concierto Homenaje dentro del Simposio Internacional sobre Francisco Ayala y Cervantes, estrenándose en el salón de actos del Excmo. Ayuntamiento de Granada. Entre el público se encontraba, el presidente de la Fundación Francisco Ayala, el Rector de la Universidad de Granada, Isabel Falla, sobrina nieta de Manuel de Falla y el alcalde de la ciudad. Dos años más tarde vuelve a Granada clausurando el acto de la entrega del Premio Internacional Francisco Ayala en Comunicación Audiovisual, ofreciendo un recital de piano con imágenes pautadas, ante la presencia de numerosas personalidades de Andalucía y de Caroline Richmond, esposa del escritor granadino.
En el año 2005 compone, la obra Juan Ramón Jiménez; la luz con el tiempo dentro, para el concierto inaugural del trienio Juanramoniano en Huelva. Ese mismo año cierra el XXV Premio Hispanoamericano de poesía Juan Ramón Jiménez interpretando obras de Debussy, Granados, Albéniz y creaciones propias.

### Estreno en Peña de Hierro
En 2008, Rafael Prado, diseña y pone en valor como auditorio al aire libre, la mina a cielo abierto Peña de Hierro, donde estrena la suite Genios de Andalucía, en el festival de música Noches a la luz de la Mina, como actuación del Ciclo de Música del Trienio Juanramoniano 2006-2008; Zenobia-Juan Ramón Jiménez  de la Excma. Diputación de Huelva.
Ese mismo año presenta la suite en Sevilla, en el antiguo Teatro Álvarez Quintero, hoy Sala Joaquín Turina de la Fundación Cajasol.  Desde entonces la suite gira por diferentes ciudades de la geografía nacional.  

### Metamorfosis
En febrero de 2013, presenta Metamorfosis, su nuevo proyecto artístico musical en el Gran Teatro de Huelva. 

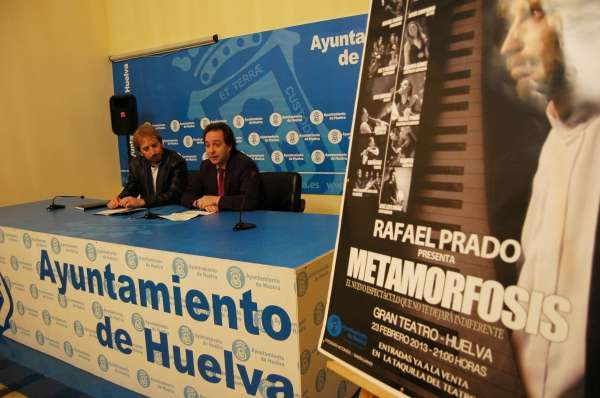
Rafael Prado en rueda de prensa en Huelva Metamorfosis en el Gran Teatro

 Creación de concierto audiovisual en la unión insólita de diferentes estéticas y estilos de música que más que fusionarse, se rozan para provocar una sensación diferente a los asistentes. El nombre de Metamorfosis obedece, por un lado, a la misma versatilidad del espectáculo en directo que puede llegar a ser diferente en cada teatro o para cada espectador y, por otro, a que transmite la idea de que la evolución está en cada uno de nosotros y podemos empezar a cambiar desde hoy mismo ante cualquier aspecto de nuestra percepción sobre la realidad.

### Himnos
En agosto de 2009, el pianista y compositor junto a la Banda de Música de Nerva estrenan ante el pueblo de Nerva, el Himno a la Villa de Nerva que escribe para la celebración del 125.º Aniversario de la localidad onubense. 

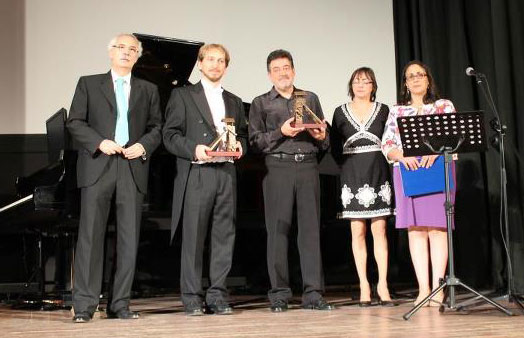
Día del estreno del Himno de Minas de Riotinto. En la foto Rafael Perea, Rafael Prado, José Márquez, Celia Martínez y Rosa Caballero.

 En 2012 estrena el Himno de Minas de Riotinto en el concierto clausura de los actos del 171 años de la independencia de la localidad minera. En agosto de 2013 presenta y estrena la versión para Banda de Música interpretado por la banda municipal de Minas de Riotinto.
En abril de 2014 estrena el Himno del Instituto Vázquez Díaz en la celebración del 80 aniversario del centro académico.

### PasodobleCampofrío
En el año 2003 estrena el pasodoble Campofrío en el propio Coso de Campofrío (Huelva), en la tarde del 3 de mayo, con ocasión de la Conmemoración del 250 Aniversario del Real Privilegio del Rey Fernando VI por el que sacaba a la Aldea de Campofrío de la Jurisdicción del Cabildo de Aracena, nombrándola Villa de por sí y sobre sí.  La música fue compuesta por el Maestro Rafael Prado, inspirado según su autor en “la luz del municipio, la nobleza y alegría de sus gentes y en la tradición taurina de la localidad al poseer la plaza de toros más antigua de España”.
El pasodoble ha sonado en diferentes corridas, también en plazas de América. Se estrenó en la Feria Nacional del Toro de Mérida (Venezuela), a cargo de la Banda Taurina de La Mesa de los Indios del Ejido.

## Discografía
En 1996 produce su primer trabajo discográfico Clásicos populares, interpretando a piano obras de autores clásicos como Beethoven, Mozart, Mateo Albéniz y sus primeras creaciones. En 2003 produce y edita el disco Mozart- Sonatas KV 284, KV 331 y KV 545. y el primer volumen de El Pasodoble en Andalucía, sobre la Cuenca Minera del río Tinto, compilando aquellas partituras de los pueblos que tenían pasodoble y adaptándolas a piano y componiendo a los que aún no tenían dedicatoria con esa forma musical popular. 
En 2009 produce y edita la grabación del CD Suite Genios de Andalucía, donde incluye nueve retratos sonoros a genios de Andalucía, interpretados a piano por su autor, y los textos explicativos de cada obra, escritos por el autor y locutados por el periodista Manuel Ángel Prado. 
En 2012 edita el DVD Himno de Minas de Riotinto producido por el Excmo. Ayuntamiento de Minas de Riotinto. El DVD se presentó en la inaugurada capilla presbiteriana de Bella Vista,.
Colabora en la edición especial del CD, Huelva Canta a Juan Ramón Jiménez de la Excma. Diputación de Huelva en el último año de la celebración del trienio juanramoniano, donde se registran las obras de varios artistas onubenses que han escrito al Nobel Moguereño. En este disco está incluido el retrato sonoro a Juan Ramón Jiménez; la luz con el tiempo dentro.
En 2021 publica su creación Gelán- Imaginary World Tour a través de las plataformas digitales.
| Grabaciones                       | Soporte               | Contenido                          | Año Edición | Depósito Legal |
| --------------------------------- | --------------------- | ---------------------------------- | ----------- | -------------- |
| Gelán                             | Plataformas Digitales | Imaginary World Tour               | 2021        |                |
| Himno de Minas de Riotinto        | DVD                   | Himno de Minas de Riotinto         | 2012        | SE-3680-2012   |
| Suite Génios de Andalucía         | CD                    | Música y textos locutados          | 2009        | SE-4954-2009   |
| Huelva Canta a Juan Ramón Jiménez | CD                    | Colaboración Trienio Juanramoniano | 2008        | M-55764-2008   |
| Monográfico Mozart                | CD                    | Sonatas KV 284, KV 331 y KV 545    | 2003        | CO-811-2003    |
| El Pasodoble en Andalucía         | CD                    | Vol I. Cuenca Minera del río Tinto | 2003        | CO-812-2003    |
| Clásicos populares                | CD                    | Música clásica                     | 1997        | CO-1101-97     |

## Investigación

### Tesis doctoral
Su tesis doctoral titulada Estudio del Lenguaje Musical de obras clásicas en el proceso de la audiovisión: la música clásica en el cine -Stanley Kubrick, que analiza en profundidad los films 2001: A Space Odyssey  y La naranja mecánica obtiene la calificación de sobresaliente cum laude. En ella plantea que desde la hipótesis de como el conocimiento interno del hecho musical, va arrojar una luz nueva y distinta de lo que ocurre en los procesos interdisciplinares, permitiendo un alto grado de profundización y comprensión, así como que el análisis de un fenómeno artístico puede ser experimentado de dos modos. Podemos observarlo desde fuera o abrir la puerta e introducirnos en el mundo interno que guarda, que a priori no vemos. 
Desde 1998 colabora con la Fundación Francisco Ayala y realiza la resmasterización digital en CD y catalogación de los archivos sonoros de la Fundación. Es mismo año estudia dirección de orquesta y se especializa en música de síntesis. Como especialista en música trabaja durante varios años en el Grupo de investigación de la Universidad de Sevilla, Literatura, Transtextualidad y nuevas tecnologías: aplicación a la enseñanza en Andalucía, dirigido por la Catedrática Elena Barroso.

### Conferencias-concierto
Como conferenciante de master class conciertos, en Conservatorios, Fundaciones, IES y Universidades de España ha mostrado una nueva forma de Escuchar y Apreciar la música desde el mundo del audiovisual. 
Profesor invitado por la UIMP, Universidad Internacional Menéndez y Pelayo en Santander, para impartir conferencia concierto en los cursos de Verano del Aula “Ortega y Gasset” dirigido a los alumnos con mejores expedientes académicos de España. Profesor invitado por la Universidad de Huelva donde ofrece conferencia concierto sobre La música y el cine en el programa Los medios de comunicación y el cine. Profesor invitado como conferenciante en el Master de comunicación de la Facultad de comunicación de Sevilla, exponiendo sus tesis sobre la comunicación en el arte y las artes en sinergia. Participante del Proyecto de incorporación de las tecnologías de la información y la comunicación a la educación en Andalucía.  Estudia dirección de orquesta e investiga la música de sinthesis y electroacústica.

### Colaboraciones
Ha intervenido en programas de TV relacionados con la cultura como especialista en música. Durante el año 1999 colabora como crítico musical del periódico Sevilla Información.  En 2004 colabora en la Gala contra el Cáncer celebrada en el club Antares de Sevilla presentada por Juan y Medio. Miembro del Jurado del I Concurso de Composición Día de Internet organizado por la SGAE y la Fundación Andalucía Tecnológica. Preside el Jurado de los concursos IX y X de Música de Cámara que organiza el Conservatorio “Manuel Rojas” de la Junta de Andalucía. 

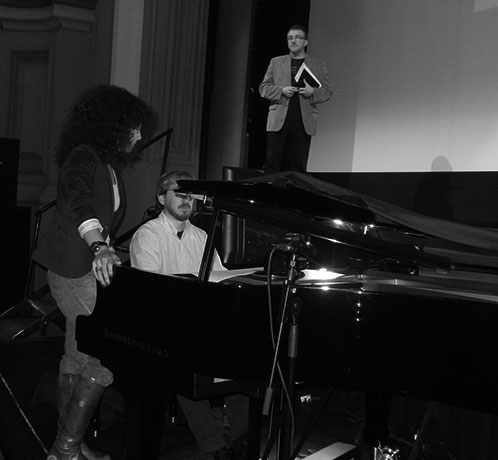
Rosa López, Rafael Prado y Javier Ruiz Taboada. Ensayo en Granada Gala 30 Aniversario Onda Cero

En octubre de 2012 participa junto a otros artistas como Rosa López, Miguel Ríos, Luis García Montero;  en la Gala del 30 Aniversario de Onda Cero Granada, interpretando sus obras, con la presencia del presidente de Onda Cero, Javier González Ferrari;y conducida por el periodista Javier Ruiz Taboada en el teatro Isabel la Católica.

## Diseño y dirección

### Gala para la Asociación de Discapacitados Athenea
En diciembre de 2012 diseña y dirige la gala benéfica para la Asociación de discapacitados Athenea para la cual preestrena “Metamorfosis”, reuniendo a un elenco de más de cien artistas en el escenario unidos por una misma causa pero dialogando con lenguajes artísticos diferentes. En este concierto benéfico le acompañaron un gran número de artistas de diferentes disciplinas, como músicos, pintores, DJ, además de fotógrafos y operadores de cámaras que captaron los mejores momentos del evento multidisciplinar.

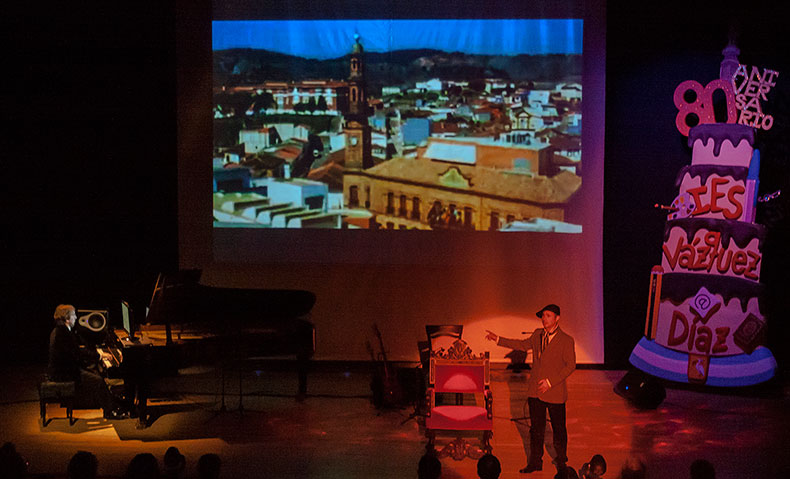
Rafael Prado en la Gala del Vázquez Díaz.

### Gala Homenaje a la Selección de fútbol de España 83 en Minas de Riotinto

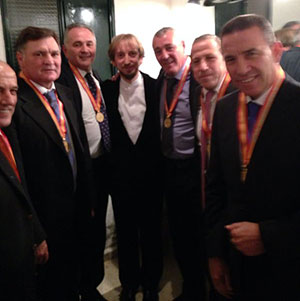
Rafael Prado con futbolistas selección española en la Gala Homenaje en Minas de Riotinto. Señor, Camacho, Gordillo, Rincón, Victor y Buyo.

En diciembre de 2013, diseña y dirige la gala homenaje a la Selección de fútbol de España de 1983 (España-Malta), organizada por la Real Federación Española de Fútbol, Real Federación Andaluza de Fútbol y el Excmo. Ayuntamiento de Minas de Riotinto, en su localidad natal. 

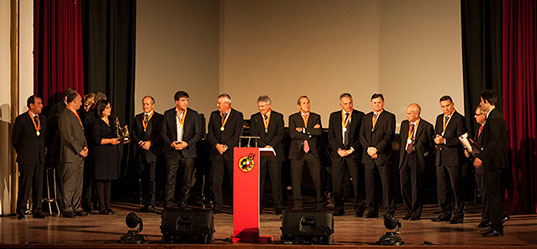
Homenaje en Minas de Riotinto a Selección Española de fútbol, diseñada y dirigida por Rafael Prado

 A la gala asistieron los jugadores y equipo técnico de la selección del 83, José María Villar, presidente de la RFEF, Eduardo Herrera, presidente de la RFAF y la alcaldesa de Minas de Riotinto.

### Gala Homenaje a Vicente del Bosque en Minas de Riotinto
En enero de 2018, diseña y dirige la gala homenaje a Vicente del Bosque organizada por el Excmo. Ayuntamiento de Minas de Riotinto, en la cual presenta un escenario audiovisual contando la historia del fútbol en Andalucía, desde sus orígenes en Minas de Riotinto y finalizando con la trayectoria deportiva del que fue el entrenador de la selección española que consiguió la Copa del Mundo en 2010 y la Eurocopa en 2012. Con motivo de esta fiesta del fútbol en la localidad minera,  presenta en primicia un anticipo de su nuevo espectáculo “Gelán”.

### Gala Homenaje del 80 Aniversario del Instituto Vázquez Díaz
En abril de 2014 dirige y diseña la Gala del 80 Aniversario del Instituto Vázquez Díaz para el que escribe su himno. Esta gala mantuvo el objetivo de recordar a todos que durante ochenta años se ha educado y formado a personas, repartiendo humanismo por todas sus aulas; enseñando ciencias, inculcado arte, educando en valores y en libertades defendiendo la enseñanza pública.

### Concierto Clausura de los actos del 125.º Aniversario de la Banda de Música Villa de Nerva
En agosto de 2009, asume la dirección artística y técnica para la realización del concierto clausura del 125 aniversario de la Banda Villa de Nerva, en el cual interpreta a piano junto a la banda el estreno de la adaptación de sus obras  Vázquez Díaz; per áspera ad astra; Manuel de Falla; de no ser por Paris... y Cobos Wilkins; los jardines concéntricos, así como el Himno a la Villa de Nerva que escribe para la celebración del 125.º Aniversario de la localidad onubense.

## Medalla y Torre de la Villa de Nerva
En el año 2003 el Excelentísimo Ayuntamiento de Nerva le concede la Medalla Villa de Nerva, y en 2009 la condecoración de Torre de Nerva. En el año 2010, la centenaria Agrupación Musical Villa de Nerva, le nombra Socio de Honor. 

## Composiciones
| Año                                | Título                                                           | Instrumentación                                        | Género                    |
| ---------------------------------- | ---------------------------------------------------------------- | ------------------------------------------------------ | ------------------------- |
| OBRAS PARA PIANO                   |                                                                  |                                                        |                           |
| 1983                               | Juegos                                                           | Piano a 2 manos                                        |                           |
| 1992                               | Improvisaciones sobre el río Tinto                               | Piano a 2 manos                                        | Música descriptiva        |
| 1996                               | Danzas en el río Odiel                                           | Piano a 2 manos                                        | Música descriptiva        |
| 1998                               | Reflejos en el aire                                              | Piano a 2 manos                                        | Música descriptiva        |
| 1999                               | Invención nº1                                                    | Piano a 2 manos                                        | Música Pura               |
| 1999                               | Invención nº2                                                    | Piano a 2 manos                                        | Música Pura               |
| 1999                               | Invención nº3                                                    | Piano a 2 manos                                        | Música Pura               |
| 1999                               | Fuga nº1                                                         | Piano a 2 manos                                        | Música Pura               |
| 1999                               | Fuga nº2                                                         | Piano a 2 manos                                        | Música Pura               |
| 2002                               | Pensamiento en un día de lluvia donde no había llovido antes     | Piano a 2 manos                                        | Música surrealista        |
| 2007                               | Danza del Alma                                                   | Piano a 2 manos                                        | Música surrealista        |
|                                    | Suite Genios de Andalucía                                        | Piano                                                  | Retrato Sonoro            |
| 2001                               | Vázquez Díaz; Per áspera ad astra                                | Piano a 2 manos                                        | Retrato sonoro            |
| 2002                               | Manuel Castillo; despertar en Sevilla                            | Piano a 2 manos                                        | Retrato sonoro            |
| 2002                               | Picasso; músico y palomas                                        | Piano a 2 manos                                        | Retrato sonoro            |
| 2002                               | Rafael Alberti; el mundo sonoro                                  | Piano a 2 manos                                        | Retrato sonoro            |
| 2005                               | Francisco Ayala; El hechizado                                    | Piano a 2 manos                                        | Retrato sonoro            |
| 2005                               | Juan Ramón Jiménez; la luz con el tiempo dentro                  | Piano a 2 manos                                        | Retrato sonoro            |
| 2006                               | Manuel de Falla; de no ser por París…                            | Piano a 2 manos                                        | Retrato sonoro            |
| 2006                               | Federico García Lorca; Paisaje andaluz de gritos y silencios     | Piano a 2 manos                                        | Retrato sonoro            |
| 2007                               | Juan Cobos Wilkins; los jardines concéntricos                    | Piano a 2 manos                                        | Retrato sonoro            |
|                                    | Pasodobles                                                       | Piano                                                  | Música Popular            |
| 1999                               | Minas de Riotinto (La esquila)                                   | Piano a 2 manos                                        | Pasodoble                 |
| 2000                               | Las Delgadas                                                     | Piano a 2 manos                                        | Pasodoble                 |
| 2000                               | Campofrío (Plaza de Toros)                                       | Piano a 2 manos                                        | Pasodoble                 |
| 2000                               | La Granada de Riotinto                                           | Piano a 2 manos                                        | Pasodoble                 |
| MÚSICA DE CÁMARA                   |                                                                  |                                                        |                           |
| 1998                               | Sueño                                                            | Piano y flauta                                         | Música surrealista        |
| 1998                               | X+1                                                              | Quinteto. Percusión y viento madera                    | Música surrealista        |
| 1998                               | Celos                                                            | Quinteto Viento Madera                                 | Música surrealista        |
| 2000                               | Atonalismo político                                              | Quinteto metales                                       | Música descriptiva        |
| 2000                               | Atonalismo canónico                                              | Quinteto maderas                                       | Música descriptiva        |
| 2001                               | Alborada en el Rocío                                             | Piano, flauta y percusión.                             | Música descriptiva        |
| 2002                               | Espacio minero                                                   | Trío Viento.                                           | Música descriptiva        |
| 2004                               | Espejismo en el viaje hacía Ítaca: Mirada fija; Oscuro; La duda  | Cámara.                                                | Música surrealista        |
| 2008                               | Sentimientos en las noches de la Virgen del Rosario (La Esquila) | Trío Viento.                                           | Música descriptiva        |
| OBRAS AUDIOVISUALES SINFÓNICAS     |                                                                  |                                                        |                           |
| 2007                               | Danza del Alma                                                   | Piano y orquesta sinfónica.                            | Música surrealista        |
| 2001                               | Desde el Sur                                                     | Sinfónica.                                             | Música documental         |
| 2001                               | La niña de Sevilla                                               | Sinfónica.                                             | Música documental         |
| 2003                               | Princesa del Sur                                                 | Piano y orquesta                                       | Música descriptiva        |
| 2003                               | Lágrimas azules                                                  | Piano y orquesta.                                      | Música descriptiva        |
| 2006                               | El rugir de la tierra                                            | Piano y orquesta.                                      | Música descriptiva        |
| 2006                               | Vivir y Olvidar                                                  | Piano y orquesta.                                      | Música descriptiva        |
| 2006                               | Pérdida de la inocencia                                          | Piano y orquesta                                       | Música descriptiva        |
| 2006                               | Muerte                                                           | Piano y orquesta.                                      | Música descriptiva        |
| 2006                               | Sintonía Independiente                                           | Piano y electrónica.                                   | Música descriptiva        |
| 2010                               | Peña de Hierro                                                   | Piano y orquesta.                                      | Música Descriptiva        |
| 2008                               | Aletheia                                                         | Piano y orquesta.                                      | Banda sonora              |
| 2009                               | Sintonía Motor I                                                 | Piano y electrónica.                                   | Sintonía TV               |
| 2009                               | Sintonía Motor II                                                | Electrónica                                            | Sintonía TV               |
| 2009                               | Amoc                                                             | Piano y electrónica.                                   | Spot publicidad           |
| 2010                               | Peor Imposible                                                   | Piano / Sinfónico.                                     | Banda sonora              |
| 2010                               | He vuelto                                                        | Piano y orquesta.                                      | Banda sonora              |
| 2010                               | Caracol Express                                                  | Electrónica.                                           | Spot Publicidad           |
| 2011                               | Hacienda Córdoba                                                 | Piano y orquesta                                       | Spot Publicidad           |
| 2013                               | Una vez érase                                                    | Sinfónico.                                             | Banda sonora              |
| 2013                               | Metamorfosis                                                     | Sinfónico.                                             | Canción                   |
| 2015                               | El río de la memoria                                             | Sinfónico.                                             | Banda sonora              |
| 2019                               | En la ruina                                                      | Sinfónico.                                             | Banda sonora              |
| HIMNOS                             |                                                                  |                                                        |                           |
| 2009                               | Himno a la Villa de Nerva                                        | Piano, orquesta, tenor y soprano                       | Himno                     |
| 2012                               | Himno de Minas de Riotinto                                       | Piano, orquesta y tenor.                               | Himno                     |
| 2014                               | Himno del Instituto Vázquez Díaz                                 | Piano, orquesta y voz                                  | Himno                     |
| GELÁN - VUELTA AL MUNDO IMAGINARIO |                                                                  |                                                        |                           |
| 2016                               | No hables ahora                                                  | Piano, guitarra,bajo, percusión, batería               | Pop                       |
| 2017                               | Moon Party                                                       | Piano, guitarra,bajo, percusión, batería               | Funky                     |
| 2017                               | Flamenco                                                         | Piano, guitarra,bajo, percusión, batería               | Flamenco Minimal          |
| 2017                               | Bohemian Gelán                                                   | Piano, guitarra,bajo, percusión, batería               | Romántica                 |
| 2016                               | Danza del Alma (versión Gelán)                                   | Piano, guitarra,bajo, percusión, batería               | Flamenco Minimal          |
| 2017                               | De no ser por Paris (versión Gelán)                              | Piano, guitarra,bajo, percusión, batería               | Flamenco Minimal          |
| 2016                               | Mente bien cerrada                                               | Piano, guitarra,bajo, percusión, batería               | Flamenco Minimal          |
| 2016                               | Donde no habite el miedo                                         | Piano, guitarra,bajo, percusión, batería               | Flamenco Minimal          |
| 2016                               | Vuelve a brillar                                                 | Piano, guitarra,bajo, percusión, batería               | Barrocorock               |
| ARREGLOS A SUS PROPIAS OBRAS       |                                                                  |                                                        |                           |
| Año                                | Título                                                           | Instrumentación                                        | Género                    |
| OBRAS SINFÓNICAS                   |                                                                  |                                                        |                           |
|                                    | Suite Genios de Andalucía Sinfónico                              |                                                        |                           |
| 2009                               | Vázquez Díaz; Per Aspera ad astra                                | Piano y orquesta.                                      | Retrato Sonoro - Rapsodia |
| 2009                               | Picasso; Músico y Palomas                                        | Piano y orquesta.                                      | Retrato Sonoro - Rapsodia |
| 2009                               | Manuel de Falla; de no ser por París...                          | Piano y orquesta.                                      | Retrato Sonoro - Rapsodia |
| 2009                               | Federico García Lorca; paisaje andaluz de gritos y silencios     | Piano y orquesta.                                      | Retrato Sonoro - Rapsodia |
| 2009                               | Juan Cobos Wilkins; los círculos concéntricos                    | Piano y orquesta.                                      | Retrato Sonoro - Rapsodia |
| 2010                               | Manuel Castillo; despertar en Sevilla                            | Piano y orquesta.                                      | Retrato Sonoro - Rapsodia |
| 2011                               | Rafael Alberti; el mundo sonoro                                  | Piano y orquesta.                                      | Retrato Sonoro - Rapsodia |
| 2010                               | Juan Ramón Jiménez; la luz con el tiempo dentro                  | Piano y orquesta.                                      | Retrato Sonoro - Rapsodia |
| MÚSICA DE CÁMARA                   |                                                                  |                                                        |                           |
| 1999                               | Reflejos en el aire                                              | Piano y flauta                                         | Música surrealista        |
| 1999                               | Reflejos en el aire                                              | Piano, flauta y clarinete                              | Música surrealista        |
| 2007                               | Danza del Alma                                                   | Piano a 2 manos y 2 violines.                          | Música surrealista        |
| 2011                               | Danza del Alma                                                   | Piano a 4 manos                                        | Música surrealista        |
| 2014                               | Danza del Alma                                                   | Piano a 4 manos, 2clarinete,2flautas, trompeta y bajo. | Música surrealista        |
| MÚSICA PARA BANDA                  |                                                                  |                                                        |                           |
| 2009                               | Himno a la Villa de Nerva                                        | Banda                                                  | Himno                     |
| 2013                               | Himno de Minas de Riotinto                                       | Banda                                                  | Himno                     |
|                                    | de la suite Genios de Andalucía                                  |                                                        |                           |
| 2009                               | Vázquez Díaz; per áspera ad astra                                | Piano y banda                                          | Retrato sonoro            |
| 2009                               | Manuel de Falla; de no ser por París...                          | Piano y banda                                          | Retrato sonoro            |
| 2009                               | Cobos Wilkins; los círculos concéntricos                         | Piano y banda.                                         | Retrato sonoro            |
|                                    | Pasodobles                                                       |                                                        |                           |
| 1999                               | Minas de Riotinto (La esquila)                                   | Banda                                                  | Pasodoble                 |
| 2000                               | Las Delgadas                                                     | Banda                                                  | Pasodoble                 |
| 2000                               | Campofrío (Plaza de Toros)                                       | Banda                                                  | Pasodoble                 |
| 2000                               | La Granada de Riotinto                                           | Banda                                                  | Pasodoble                 |